# Čaková
Čaková (in tedesco Friedersdorf) è un comune della Repubblica Ceca facente parte del distretto di Bruntál, nella regione della Moravia-Slesia.